# Naissance en 962
Naissance
- 958
- 959
- 960
- 961
- 962
- 963
- 964
- 965
- 966

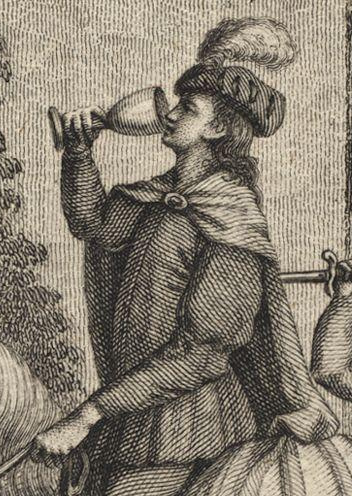
Édouard le Martyr né en 962.

Cette page dresse une liste de personnalités nées au cours de l'année 962 :
- juin ou juillet : Guillaume de Volpiano, religieux et réformateur liturgique piémontais.

- Godefroi de Brionne, comte d'Eu.
- Ibn Faradi (en), historien.
- Édouard le Martyr, futur roi d'Angleterre de 975 à 978, canonisé en 1001.
- Liu Mei (en), général de la dynastie Song.
- Wang Qinruo (en), Premier ministre de Chine.

date incertaine (vers 962)
- Odilon de Cluny, cinquième abbé de Cluny.

## Crédit d'auteurs
- Cet article est partiellement ou en totalité issu de l'article intitulé « 962 » (voir la liste des auteurs).